# Серембе, Джильберто
Джильберто Серембе (итал. Gilberto Serembe; род. 17.12.1955, Милан) — итальянский дирижёр и музыкальный педагог.
Окончил Миланскую консерваторию имени Верди по классам дирижирования (Марио Гуселла) и композиции (Бруно Беттинелли), совершенствовался в Сиене у Франко Феррары.
Преподавал композицию в консерватории Брешиа (1979—1981), затем дирижирование в Мантуе (1982—1983), Милане (1984—1986), Брешиа (1987—1988), Генуе (1989—1997) и наконец снова в Брешии (с 1997 г.), одновременно с 1988 г. возглавляя дирижёрский курс в Высшей музыкальной академии в Пескаре.  2013 году он основал Итальянскую Академию дирижирования в Милане, где он является ведущим преподавателем.
Среди наиболее заметных учеников Серембе — Альваро Альбиач Фернандес, Фабио Мастранжело и Даниэле Рустиони.